# وانگ شیان
وانگ شیان (انگلیسی: Wang Xian؛ زادهٔ ۱۳ مهٔ ۱۹۷۸) تیرانداز زن اهل چین بود. وی در بازی‌های المپیک تابستانی ۲۰۰۰ حضور داشته‌است.